# 2623 Zech
2623 Zech (A919 SA) là một tiểu hành tinh vành đai chính được phát hiện ngày 22 tháng 9 năm 1919 bởi K. Reinmuth ở Heidelberg.